# Cladophlebis
Cladophlebis — це вимерлий форм-рід папороті, який використовується для позначення палеозойських і мезозойських листків папороті, які мають «листя з перистими листками, прикріпленими до хребта, і мають середню жилку, що тягнеться до верхівки перистої частини, і жилки від неї викривлені та дихотомічні». За домовленістю цей рід не використовується для позначення викопних папоротей кайнозою. Папороті з такою морфологією належать до кількох родин, у тому числі Osmundaceae, Dicksoniaceae та Schizaeaceae. Папороті з такою морфологією поширені в палеозої та мезозої як у північній, так і в південній півкулях.

## Види
Відомо чимало видів Cladophlebis, в тому числі: C. akhtashensis, C. arctica, C. browniana, C. denticulata, C. dunberi, C. haiburnensis, C. heterophylla, C. hirta, C. impressa, C. kurtzi, C. lobifolia, C. nebbensis, C. patagonica, C. phlebopteris, C. porsildi, C. readi, C. remota, C. retallackii, C. roessertii, C. septentrionalis, C. simplicima, C. spectabilis, C. tenuis, C. wyomingensis, і C . янщинии.

## Поширення

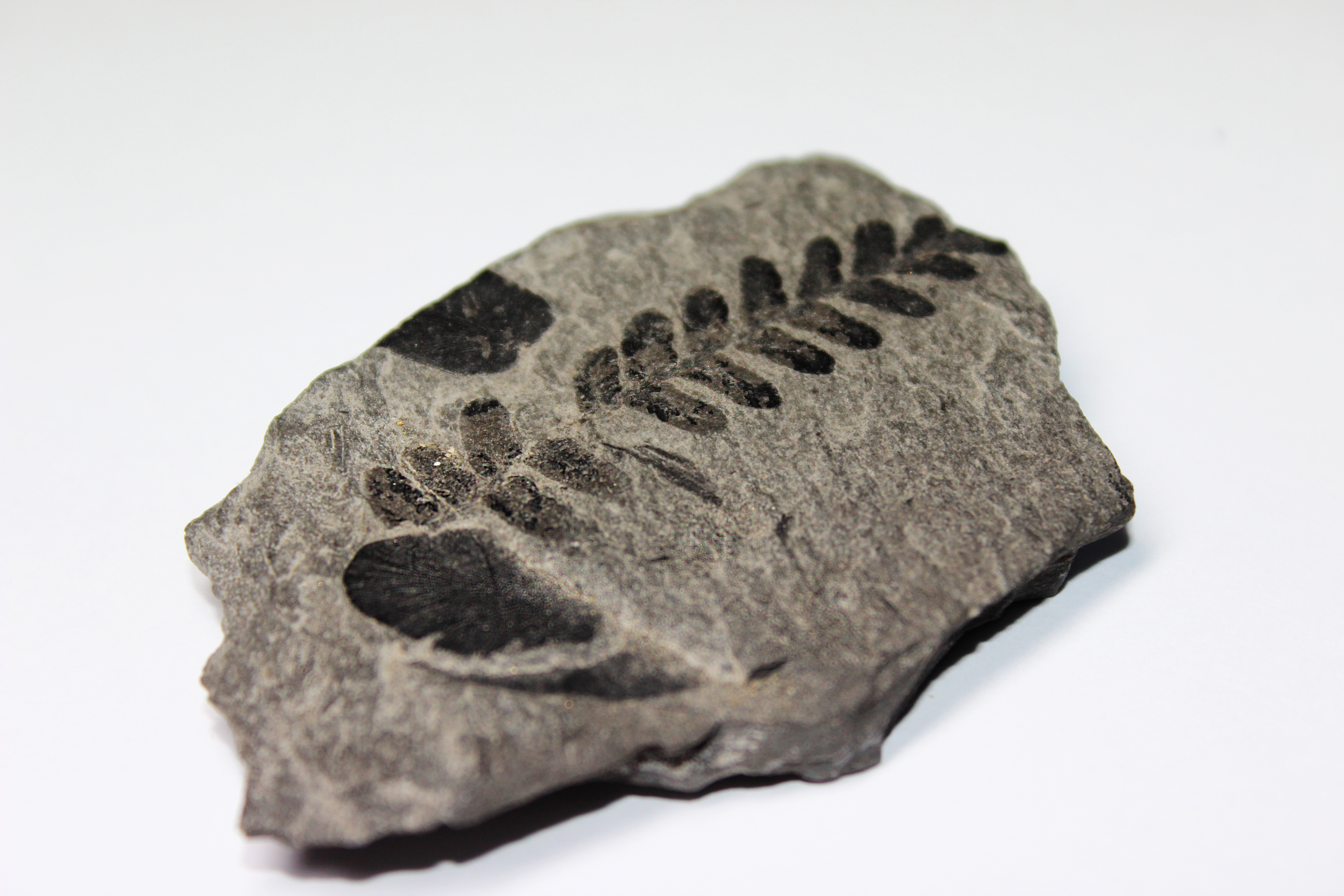
Відбитки листя Cladophlebis на гірській породі, знайдений в шахті Луганської області

Скам'янілості Cladophlebis були знайдені в багатьох місцях по всьому світу, серед іншого у формації Валле-Альто в Кальдасі і формації Кабальос в Толімі в Колумбії, і у формації Вінтон, басейн Ероманга, Квінсленд, Австралія. Скам'янілості цього виду знаходили також і на території України.